# Elland
Elland is een plaats in het bestuurlijke gebied Calderdale, in het Engelse graafschap West Yorkshire. In 2001 telde de plaats 10710 inwoners.